# Niestetal
Niestetal is een gemeente in de Duitse deelstaat Hessen, en maakt deel uit van het district Kassel.
Niestetal telt 11.241 inwoners.
Met meer dan 5000 arbeidsplaatsen is de beurs genoteerde producent van omvormers SMA Solar Technology de grootste werkgever in Niestetal. SMA is gevestigd in het stadsdeel Sandershausen.
Ahnatal · Bad Emstal · Bad Karlshafen · Baunatal · Breuna · Calden · Espenau · Fuldabrück · Fuldatal · Grebenstein · Habichtswald · Helsa · Hofgeismar · Immenhausen · Kaufungen · Liebenau · Lohfelden · Naumburg · Nieste ·  Niestetal ·  Reinhardshagen · Schauenburg · Söhrewald · Trendelburg · Vellmar · Wesertal · Wolfhagen · Zierenberg